# Pomyłka, proszę się wyłączyć! (Teatr Telewizji)
Pomyłka, proszę się wyłączyć! – spektakl Teatru Telewizji z cyklu Teatru Sensacji „Kobra” z 1964 roku w reż. Jerzego Gruzy. Adaptacja słuchowiska radiowego Lucille Fletcher pod tym samym tytułem.

## Opis fabuły
Pani Stevenson – milionerka przykuta do łóżka na skutek wypadku – bezskutecznie próbuje połączyć się z biurem swojego męża, Henryka. Kiedy w końcu uzyskuje połączenie orientuje się, że połączono ją z niewłaściwym numerem i przez pomyłkę słyszy rozmowę dwóch mężczyzn, którzy omawiają planowane za kilka godzin morderstwo. Zdenerwowana kobieta próbuje wyjaśnić do kogo się dodzwoniła, lecz albo jest ignorowana – tak jak w centrali telefonicznej, albo (na skutek skąpych informacji jakie podaje) zbywana – tak jak to ma miejsce w wypadku rozmowy z policją. Z telefonu, jaki wkrótce otrzymuje od współpracownika jej męża Ivansa, pani Stevenson orientuje się, że jest on zamieszany w handel narkotykami, które wykrada z firmy jej ojca. W końcu coraz bardziej przerażona kobieta odbiera telefon od męża. Kiedy mu wszystko opowiada, Henryk wyznaje jej, że uwikłał się w ciemne interesy z handlarzami narkotyków i jest im winien 100 tys. dolarów, a jej samej grozi śmiertelne niebezpieczeństwo. Kobieta zaczyna rozumieć, że to ona ma być ofiarą morderstwa, o którym usłyszała. Jest jednak za późno – morderca jest już w jej pokoju. Po dokonaniu cichego zabójstwa milionerki, intruz odkłada słuchawkę, wypowiadając tytułowe zdanie. 

## Obsada aktorska
- Aleksandra Śląska – pani Stevenson
- Mirosława Dubrawska – kierowniczka centrali telefonicznej
- Anna Jaraczówna – pielęgniarka
- Joanna Jedlewska – telefonistka w centrali telefonicznej
- Alicja Raciszówna – telefonistka w centrali telefonicznej
- Irena Szczurowska – telefonistka w centrali telefonicznej
- Hugo Krzyski – Ivans, wspólnik Stevensona
- Kazimierz Meres – Henryk Stevenson
- Tadeusz Pluciński – morderca
- Juliusz Roland – pracownik telegrafu
- Zdzisław Salaburski – szef
- Edward Wichura – policjant
- Tomasz Miłkowski – chłopiec w komisariacie

i inni.